# خاموشی (فیلم ۱۹۷۰)
خاموشی (به هندی: Khamoshi) فیلمی محصول سال ۱۹۷۰ و به کارگردانی آسیت سن است. در این فیلم بازیگرانی همچون راجش خانا، وحیده رحمان، درمندرا، افتخار، لالیتا پاوار، دون ورما و نظیر حسین ایفای نقش کرده‌اند.